# ヘイヤンゲル
 ヘイヤンゲル（ノルウェー語: Høyanger）は、ノルウェーのヴェストラン県にある基礎自治体（以下、本稿では便宜上「市」と記述する）。行政の中心地はヘイヤンゲル村で、ほかにラヴィク、チルキェボー、オーストライム、ヴァドハイムなどの村々がある。1964年にそれまでのチルキェボーとラヴィクの二市が合併し誕生した。
豊かな水資源を背景とした水力発電で、国内でも早い時期に工業化が成功した。主な工業にアルミニウムの精錬がある。ヘヤンゲルやヘイアンゲルとも表記される。

## 基礎情報
1838年の年初に、旧来のラーデヴィグ教区からラードヴィグ市が設立された。そこから1858年にクラヴォルド市（人口：1645人）が分立、市の人口は2042人に減った（クラヴォルド市は1890年7月1日にチルケボー市、1917年にチルキェボー市と改称）。
ソグネフィヨルドの対岸のラヴィク（926人）は1861年にブレッケ市と合併し、ラヴィク・オ・ブレッケ市となった。翌年には市西部のボー準教区がラヴィク・オグ・ブレッケ市に編入されるとともに、アシュヴォル市のヒレスターと市内のオンの準教区がヒレスター市を形成。クラヴォルド市の一部（90人）も1875年の年初をもってラヴィク・オ・ブレッケ市に併された。
1905年、市はラヴィク（1182人）とブレッケ（982人）の二市に分かれた。そして1964年、従来のラヴィク（894人）とチルキェボー（4742人）両市にヴィーク市のニボーとニギェルデトの各地区が合併し、ヘイヤンゲル市が誕生した。現在の市域は4つの準教区からなるラヴィク教区の管轄域と一致する。

### 地名
ヘイヤンゲルは元々、ソグネフィヨルドの支脈の名であった（いまはヘイヤングスフィヨルドと呼ばれる）。初めの høy は干し草、後ろの angr はフィヨルドの意味で、フィヨルドの斜面のゆたかな牧草地を想起させる。

### 紋章
1987年5月15日に制定された現在の紋章には、アルミニウム関連産業を表す三つの炎が描かれている。水力発電で容易に電力が得られるその地勢から、市内にはアルミニウムの精錬工場がある。色も青が水力を、シルバーがアルミを表す。

### 教会

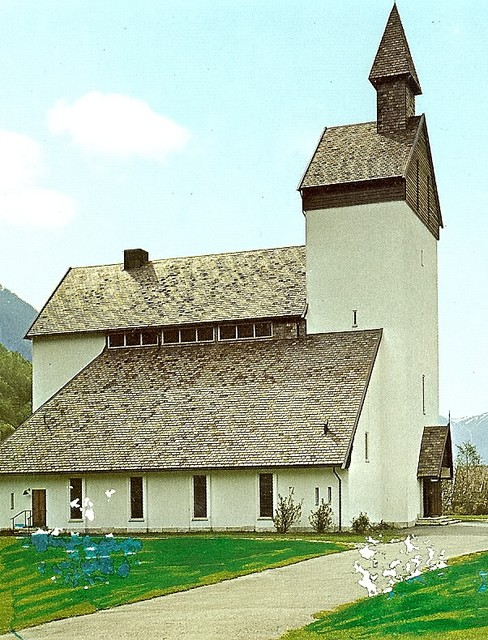
ヘイヤンゲル教会

ビョルグヴィン司教区の外ソグン代理区に属する市内には、ノルウェー国教会の教会が6堂ある。
| 教区         | 副教区                         | 教会名             | 建設年 | 所在地       |
| ------------ | ------------------------------ | ------------------ | ------ | ------------ |
| ラヴィク教区 | ビョルダール・オ・オトネヴィク | ビョルダール教会   | 1906年 | ビョルダール |
| ラヴィク教区 | ビョルダール・オ・オトネヴィク | オトネヴィク教会   | 1925年 | オトネヴィク |
| ラヴィク教区 | ヘイヤンゲル                   | ヘイヤンゲル教会   | 1960年 | ヘイヤンゲル |
| ラヴィク教区 | チルキェボー                   | チルキェボー教会   | 1869年 | チルキェボー |
| ラヴィク教区 | チルキェボー                   | ヴァドハイム礼拝堂 | 1916年 | ヴァドハイム |
| ラヴィク教区 | ラヴィク                       | ラヴィク教会       | 1865年 | ラヴィク     |

## 行政
ノルウェーのすべての市は第10学年までの初等教育、外来医療、高齢者サービス、失業者などの社会扶助、建築規制、経済開発、道路整備などに責任を負っている。市長は市議会議員から選出される。

### 市議会
ヘイヤンゲル市議会の定数は21、任期は4年である。2011年から2015年までの会派別勢力は下記の通り。
| 会派             | 所属議員 |
| ---------------- | -------- |
| 労働党           | 10人     |
| 保守党           | 4人      |
| 中央党           | 4人      |
| 赤               | 2人      |
| キリスト教民主党 | 1人      |
| 合計             | 21人     |

### 市長
ノルウェーで市長は、市議会における第一会派の代表が選ばれるのが通例である。現市長は労働党のペテル・ソトラン。

## 地理
県中部にあたる市は、ソグネフィヨルドで南北に隔てられる。北でフヤレールおよびガウラールと、東でバレストランおよびヴィークと、南で旧ホルダラン県のモダレンとマスフィヨルデンと、西でグレンとヒレスターとそれぞれ接する。
総面積は1,001平方キロメートル。このうち山々の頂から肥よくな峡谷を通ってフィヨルドに至る、367平方キロの地域は1990年にストルシャイメン自然保護区に指定された。遊歩道がオトネヴィク村からストルシャイメン公園まで整備され、ビョルダール村からは標高730m のストルダール山頂までドライブが楽しめる。

## 経済
ノルスク・ハイドロとヘイヤンゲル・メタルヴェルク社がヘイヤンゲルの地元経済をけん引している。水力発電はこの地域の発展に多大な役割を果たしてきた。農業もフィヨルドを臨む斜面を中心に盛んで、市内に115軒の伝統的な農場がある。農場の所有者はもともと1軒に1人だったが、長年の相続や売買で細分化が進んでいる。

## 交通
オスロやベルゲンのあいだには、バスだけでなく航空便や高速船も就航している。最寄りの空港は、市街から50kmほどのフォルデ空港。ラヴィク村はベルゲン間の交通の要衝である。東のベレストランへは、ヨーロッパ有数の全長7.5kmのヘイヤンゲルトンネルが通じる。市北部と南部とは、ソグネフィヨルドのフェリーが結んでいる。

## 観光
ノシュク・ハイドロ・アルミニウム社とヘイアンゲル・メタルヴェルク社は1986年に共同で、水力発電の重要性を紹介する博物館をオープンした。この地のアルミニウム精錬は豊かな水資源があって初めて可能になった。
ヴァドハイム郊外のイトレダール橋という18世紀の石橋も、人気の観光スポットである。